# Южные горы (Новая Шотландия)
Южные горы (англ. South Mountain) — горный гранитный хребет, находящийся на материковой части Новой Шотландии, простирающийся от бассейна Аннаполиса до местечка Mount Uniacke.

## География и геология
Хребет образует южный край долины Аннаполис и защищает её от климатических воздействий Атлантического океана. В отличие от своего северного аналога, Южная гора постепенно поднимается на десятки километров от побережья Атлантического океана и резко спускается на своем северном краю, где она встречается с террейном Мегума, образуя южную стену долины.
Южный горный хребет также известен как South Mountain Batholith — батолит гранитоидных пород в Аппалачах и включает в себя как гранитные низины, так и гранитные нагорья. По оценкам учёных, он возник в конце девонского периода. Самая высокая точка хребта не имеет имени и находится в графстве Кингс: в 26 км к юго-востоку от Бервика, недалеко от озера Лейк-Джордж.